# Festival de Cinema Gai i Lèsbic de Lisboa
El Festival de Cinema Gai i Lèsbic de Lisboa o el Queer Lisboa és un dels fòrums de cinema i vídeo més importants d'Europa sobre el dret internacional LGBT.
Havent-se celebrat per primera vegada el 1997, es va celebrar la seva dècima edició anual el 2006, mostrant 114 pel·lícules (30 pel·lícules, 34 documentals i 50 curtmetratges).
És un dels vehicles d'exposició més importants de Portugal sobre cinema alternatiu, sense deixar de provocar nombrosos debats en una sèrie de temes centrals de la societat contemporània portuguesa.
Abans utilitzant gairebé exclusivament el Cinema Quarteto, i des del 2007 sent presentat al renovat Cinema São Jorge. Des de llavors també abandonat per la designació del Lisboa Queer.